# Ventrikelseptumdefekt

Schema eines Ventrikelseptumdefekts

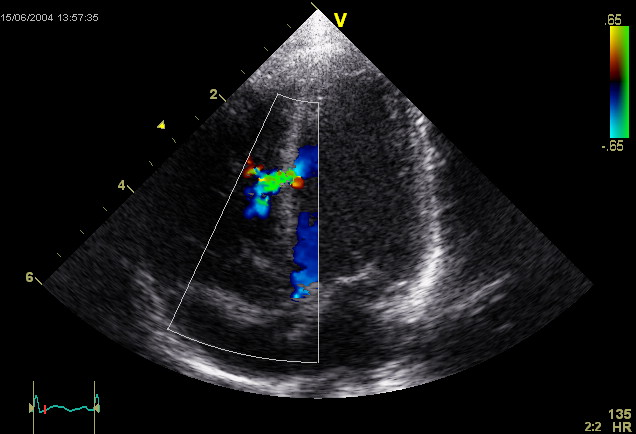
Farbdopplerdarstellung eines Ventrikelseptumdefektes. Der Blutfluss verläuft hier von der linken in die rechte Herzhauptkammer

Der Ventrikelseptumdefekt (VSD, nicht zu verwechseln mit der identischen Abkürzung für einen Vorhofseptumdefekt), Kammerseptumdefekt (KSD) oder Kammerscheidewanddefekt ist ein Loch in der Herzscheidewand und mit ca. 35 % der häufigste aller angeborenen Herzfehler. Der Ventrikelseptumdefekt und seine Symptomatik werden auch als Morbus Roger bezeichnet; der französische Kardiologe und Pädiater Henri-Louis Roger (1809–1891) war 1879 der Erstbeschreiber. In der embryonalen Phase der Herzentwicklung wachsen die oberen und unteren Anteile der Scheidewand zwischen den Herzkammern (Ventrikeln) aufeinander zu (Septum interventriculare). Ist dieses Wachstum gestört und bei der Geburt noch nicht ganz abgeschlossen, findet sich ein mehr oder weniger großer Defekt im muskulären oder membranösen Anteil des Ventrikelseptums (Substanzdefekt der Herzkammerscheidewand). Ein Ventrikelseptumdefekt tritt zudem bei etwa der Hälfte aller komplexen Herzfehlbildungen auf, ist in diesen Fällen jedoch anders als der hier beschriebene isolierte VSD zu bewerten.
Die Behandlungsbedürftigkeit (Intervention) ist abhängig von den Symptomen, von der Lage, von der Öffnungsfläche (Defektgröße, oft angegeben als Verhältnis zur Körperoberfläche), vom Shunt-Minutenvolumen (Shuntvolumen, Durchflussrate, Volumenstrom, Volumenfluss, Shuntzeitvolumen, Volumen pro Zeitspanne, oft angegeben als Prozentanteil vom Schlagvolumen, vom Herzzeitvolumen und manchmal auch vom Lungenzeitvolumen), von der Strömungsrichtung (Rechts-links-Shunt oder Links-rechts-Shunt) und von den Begleiterkrankungen. Die Übergänge zwischen Operationsindikation und abwartendem Verhalten sind fließend. Es gilt die grundlegende Formel Herzzeitvolumen plus Links-rechts-Shunt-Volumenfluss gleich Lungenzeitvolumen plus Rechts-links-Shunt-Volumenfluss.
Ein Ventrikelseptumdefekt ist ein Loch in der Herzscheidewand auf Kammerebene. Ein entsprechendes Loch auf Vorhofebene heißt Vorhofseptumdefekt, Atriumseptumdefekt oder atrialer Septumdefekt mit der Abkürzung ASD.
Neben den angeborenen gibt es auch erworbene Ventrikelseptumdefekte, zum Beispiel nach einer Ventrikelruptur.

## Varianten
Einteilung nach Defektlokalisation:
- Perimembranöser VSD: Öffnung(en) im membranösen Ventrikelseptum, nahe der Trikuspidalklappe und/oder der Aortenklappe (weniger als 80 %)
- Muskulärer VSD: einzeln oder mehrfach (Swiss-cheese-Defekt) vorkommender Defekt, rein muskulär begrenzt (mittig bzw. apikal gelegen; etwa 20 %: Maladie de Roger[8])
- Sogenannter „Doubly committed VSD“: Öffnung unterhalb der Aorten- und der Pulmonalklappe
- AV-Kanaltyp (Inlet-Typ): Öffnung im Bereich des Einlassseptums der rechten Herzkammer

Eine andere klinisch-anatomische Einteilung unterscheidet nach der Lages des Defektes oberhalb oder unterhalb der Crista supraventricularis zwischen
- suprakristalen (beziehungsweise subpulmonalen) und
- infrakristalen (beziehungsweise subkristalen) Formen.[9]

## Auswirkungen auf das Herz-Kreislauf-System
Beim Herz-Kreislauf-System ist der Druck im linken Ventrikel (Körperkreislauf) circa 4- bis 5-mal höher als der Druck im rechten Ventrikel (Lungenkreislauf). Durch den Ventrikelseptumdefekt wird deshalb – abhängig von der Größe des Defektes – mehr oder weniger arterialisiertes (sauerstoffreiches) Blut durch das Loch in den rechten Ventrikel gepumpt. Dieser Übertritt wird Links-rechts-Shunt genannt und belastet das Lungengefäßsystem. Besteht ein großer, hämodynamisch wirksamer Ventrikelseptumdefekt über längere Zeit, kann sich eine pulmonale Hypertonie ausbilden.
Abhängig von der Größe des Links-rechts-Shunts kann es zu einer mehr oder weniger stark ausgeprägten Herzinsuffizienz (Herzminderleistung mit Reduktion des Herzzeitvolumens in Abhängigkeit vom Shunt-Volumenfluss, also vom Volumenstrom oder von der Durchflussrate) kommen. Eine Stauung des vermehrten Blutflusses in der Lunge führt zu vermehrten Flüssigkeitseinlagerungen im Gewebe – im akuten Fall zu einem Lungenödem. Das Shuntvolumen kann zwischen 20 und 500 % des Herzzeitvolumens betragen.
Zusätzlich kann es wie bei allen Septumdefekten zu paradoxen (also gekreuzten) Embolien (ischämische, thrombembolische Schlaganfälle) kommen. Diese Embolien heißen gekreuzt, weil sie die Herzscheidewand queren. Sie heißen paradox, weil sie einen Hirninfarkt statt einer Lungenembolie verursachen. Dadurch wird die Wahrscheinlichkeit für alle zerebralen Embolien vergrößert (Thrombembolien, Luftembolien, Fettembolien, Fruchtwasserembolien und so weiter).

## Klinische Zeichen
Die Kinder fallen oft durch eine vermehrte Atmung auf. Das Trinken fällt ihnen auf Grund der vermehrten Herzleistung (Herzarbeit pro Zeitspanne) und Lungenleistung schwer. Die Gewichtszunahme kann bei normalem Längenwachstum schwierig sein (Gedeihstörungen). Deshalb sind VSD-Kinder oft sehr schlank.
Bei sehr großen Defekten kann es deshalb sehr früh zu einer Herzinsuffizienz mit einer so starken Lungengefäßwiderstandserhöhung kommen, dass sich eine Shunt-Umkehr im Sinne einer Eisenmenger-Reaktion entwickelt. In sehr schweren Fällen kann es wegen der arteriellen Untersättigung mit Sauerstoff zu Trommelschlegelfingern, Uhrglasnägeln und einer Gingivahypertrophie kommen.

## Diagnostik
Die genauere Diagnostik wird (etwa nach einem in einer Vorsorgeuntersuchung beim Abhören festgestellten Herzgeräusch, hier einem lauten systolischen Geräusch über der Mitte des Brustbeins) heute mit Hilfe der Echokardiografie durchgeführt. Eine Herzkatheteruntersuchung bringt genauere Werte und wird durchgeführt, wenn die Echokardiographie keine ausreichenden Informationen für die Operation ergibt.

## Verschluss
Ein kleiner muskulärer Ventrikelseptumdefekt kann sich spontan in den ersten Lebensjahren verschließen.
Größere Defekte, die auch hoch in der Nähe der Herzklappen (und damit des Erregungsleitungssystems) oder tief in der Nähe der Herzspitze liegen oder bei denen sich der Defekt aus mehreren Löchern zusammensetzt, werden chirurgisch verschlossen, wobei etwa 26 % der Defekte direkt durch eine Naht verschlossen werden können und 74 % mit einem Patch (Flicken aus Perikard = Herzbeutelgewebe oder aus Dacron/Goretex).
90 % der VSD-Verschlüsse können über einen „transatrialen“ Zugangsweg operiert werden. Der rechte Herzvorhof wird geöffnet und die Operation wird durch die Trikuspidalklappe (zwischen rechtem Vorhof und rechter Herzkammer) durchgeführt. Nur in 1 % der Fälle wird ein transpulmonaler Zugangsweg gewählt und bei ca. 9 % der Fälle wird die rechte Herzkammer für die Operation eröffnet.
Die Operation wird mit Hilfe der Herz-Lungen-Maschine über eine Sternotomie (vertikale Eröffnung des Brustbeins), die inzwischen auch minimalinvasiv möglich ist, durchgeführt.

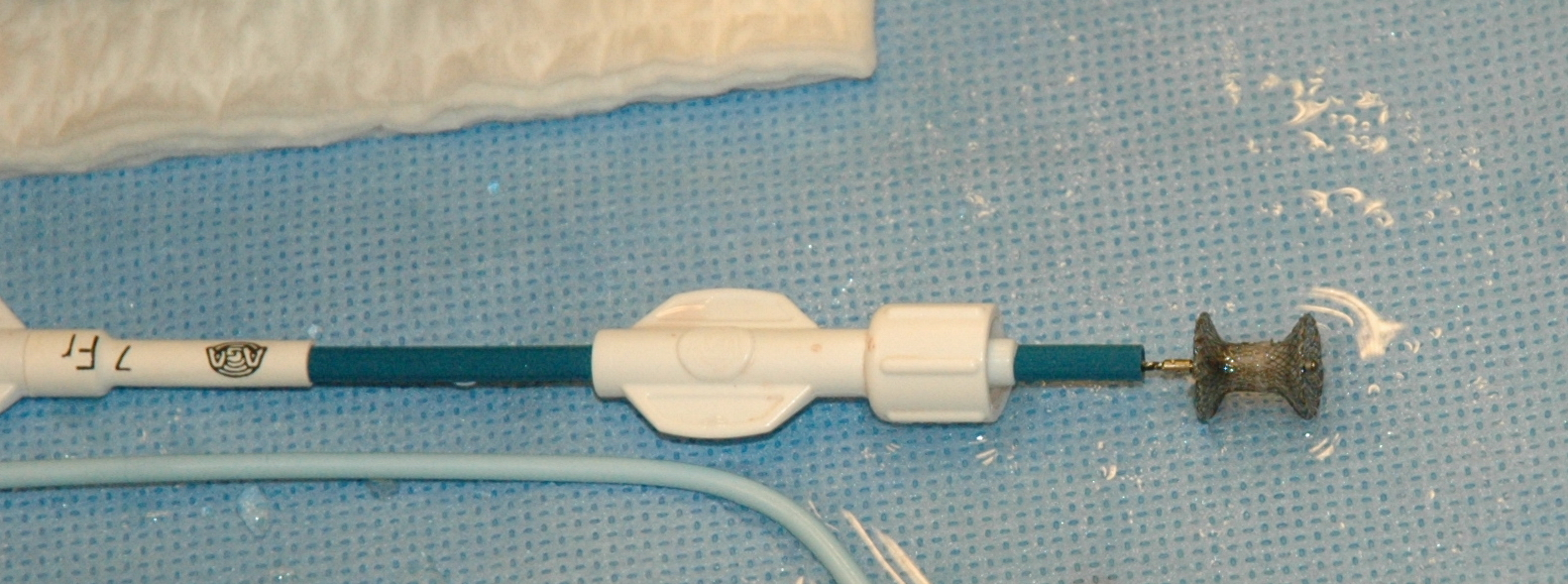
Herzkatheter und Implantat

Der interventionelle Verschluss eines perimembranösen Ventrikelseptumdefektes mit Hilfe des Herzkatheters kann derzeit in einigen spezialisierten kinderkardiologischen Zentren bei Kindern ab 8 kg Körpergewicht vorgenommen werden. Erst im Langzeitverlauf müssen sich die Ergebnisse mit dem chirurgischen Verschluss messen lassen. Zurzeit (2005) gilt der chirurgische Verschluss, insbesondere bei Kindern unter 8 kg Körpergewicht, noch als Goldstandard.

## Ergebnisse
Nach der Operation, die heute meistens schon im ersten Lebensjahr durchgeführt wird, sind die Kinder ganz gesund, entwickeln sich normal und holen ihr eventuelles Gewichtsdefizit schnell auf. Nach etwa einem Jahr nach der Operation kann die Endokarditisprophylaxe beendet werden. Kontrolluntersuchungen sind jedoch in größer werdenden Abständen weiter angezeigt.